# ブルックリン・プルー
ブルックリン・プルー（Brooklynn Proulx, 1999年4月27日 - ）は、カナダ出身の子役である。
2004年に Man in the Mirror: The Michael Jackson Story でデビューした。
2009年の『きみがぼくを見つけた日』でサターン若手俳優賞にノミネートされた。

## フィルモグラフィ

### 映画
- Man in the Mirror: The Michael Jackson Story (2004) テレビ映画
- ブロークバック・マウンテン Brokeback Mountain (2005)
- Six Figures (2005)
- Touch the Top of the World (2006) テレビ映画
- The Newtones (2007) テレビ映画
- Don't Cry Now (2007) テレビ映画
- Lost Holiday: The Jim & Suzanne Shemwell Story (2007) テレビ映画
- ジェシー・ジェームズの暗殺 The Assassination of Jesse James by the Coward Robert Ford (2007)
- しあわせの帰る場所 Fireflies in the Garden (2008)
- L project The Lazarus Project (2008)
- きみがぼくを見つけた日 The Time Traveler's Wife (2009)
- シェルター Shelter (2010)
- バレンタインデー Valentine's Day (2010)
- ピラニア3D Piranha 3D (2010)
- Dear Santa (2011) テレビ映画

### テレビシリーズ
- Saving Grace (2007)